# Jinbeisaurus
Jinbeisaurus – рід тиранозавроїдів, що існував у пізній крейді. Рештки (деякі кістки черепа і окремі посткраніальні кістки) зрілої особини знайдені на територію КНР.